# Guardia Nacional (Suecia)
La Guardia Nacional - Fuerzas de Seguridad Nacional (en sueco: Hemvärnet – Nationella skyddsstyrkorna) es una fuerza de reserva militar de las Fuerzas Armadas suecas. Se estableció formalmente el 29 de mayo de 1940, durante la Segunda Guerra Mundial, por demanda popular. Aunque originalmente estaba compuesto por antiguos grupos de milicias, hoy comprende la mitad del Ejército Sueco, lo que constituye la base de la defensa territorial de Suecia. 
La Guardia Nacional de origen sueca se compone principalmente de unidades locales de respuesta rápida, que suman 17.000 de la fuerza total de la Guardia Nacional de 22.000, organizadas en 40 batallones, con 23 organizaciones de defensa auxiliar asociadas. La mayoría de los soldados mantienen un trabajo civil mientras sirven al ejército a tiempo parcial. Las unidades contemporáneas de respuesta rápida se formaron a principios de la década de 2000 como consecuencia de la abolición del servicio militar obligatorio del gobierno sueco. 
El Jefe de la Guardia Nacional es el oficial al mando de la Guardia Nacional, que representa a 40.000 soldados actuales y veteranos, reportando directamente al Comandante Supremo de las Fuerzas Armadas suecas.

## Doctrina de defensa
Hay dos formas principales de formar una doctrina para la defensa: estática y dinámica. 
Una defensa estática podría, por ejemplo, estacionar baterías de misiles costeros en Gotland. No se necesita advertencia, el equipo y el personal ya están en su lugar y pueden mantener el área. Una defensa dinámica podría, por ejemplo, estacionar una batería de misiles costeros junto con un transporte aéreo y tropas aerotransportadas listas para ser transportadas a cualquier área si se da una advertencia. La doctrina actual MSD 16 incluye elementos de ambas estrategias en sinergia. 
Según el MSD 16 las Fuerzas de Seguridad Nacional deben tener una mayor integración con la Defensa sueca. Los operadores de la Fuerza Nacional de Defensa están estacionados en el área donde viven. Esto significa que conocen el terreno y pueden detectar más fácilmente actividades inusuales. También serán los primeros en el sitio, con la función de detectar, informar y, si es posible, negar la libertad de acción de un intruso. Como primeros respondedores en cualquier región, también están obligados a apoyar la movilización de la defensa especializada y dinámica. 
La organización actual de la defensa sueca tiene unidades altamente especializadas que requieren tiempo para reunirse. Durante este período, no habría oposición para un recurso operativo avanzado como un aterrizaje de tropas aéreas. Sin embargo, las Fuerzas Defensivas Nacionales están estacionadas en el área donde viven. En caso de un ataque sorpresa, el Manual de las Fuerzas de Seguridad Nacional establece que las Fuerzas Defensivas Nacionales se convertirán en una parte integrada de la respuesta dinámica de la defensa sueca. Como cada operador está estacionado en el área en la que vive, conoce el terreno, se da cuenta de que algo está fuera de lugar y, por lo tanto, es probable que sea el primero en detectar y responder a una incursión. Al usar el conocimiento del terreno, deben negar, retrasar u hostigar a la fuerza contraria hasta que unidades especializadas amigas se hayan movilizado al teatro en cuestión. También pueden ayudar con este conocimiento para lograr la sinergia en la contraoperación. 
El papel actual de las Fuerzas de Seguridad Nacional es dinámico, primero actuando como punta de lanza, primero en el sitio. Después de que las tropas más especializadas se han movilizado y desplegado, el papel cambia a ayudar a la fuerza de defensa civil desarmada y asegurar la comida, la atención médica y la infraestructura para los civiles, o luchar contra la fuerza invasora utilizando la guerra asimétrica y el conocimiento local. 

## Tareas claves
- Asistir/proteger la movilización de unidades especializadas (Defensa sueca)
- Inteligencia temprana
- Hacer que el uso de las fuerzas de avance sea difícil o imposible
- Proteger los activos claves del sabotaje y el robo por parte de actores calificados o no calificados.
- Contingencia: Doctrina de guerra libre

## Protección y asistencia de movilización de unidades especializadas
Las unidades de defensa suecas son altamente especializadas, pero los operadores pueden vivir lejos de la base dada. La movilización durante un ataque sorpresa podría llevar varios días. La Fuerza de Defensa Nacional (Hemvärnet) está compuesta por unidades menos especializadas, y cada operador está asignado a una unidad cerca de su hogar. Esto convierte a Hemvärnet en la primera fuerza calificada en el sitio, en cualquier lugar dentro de las fronteras nacionales de Suecia. Con esto en mente, uno de los roles principales es proteger la movilización de las unidades especializadas, así como ayudar a través del conocimiento local. 
El menor grado de especialización de la Fuerza de Defensa Nacional es aquí una fuerza significativa, ya que por defecto pueden funcionar bien en los grupos aleatorios que se formarían durante las fases iniciales de un ataque sorpresa. Se espera que cada unidad practique esto.

## Primera Inteligencia
Durante las fases iniciales de un conflicto sorpresa, la confusión puede ser significativa. Con el conocimiento local, y siendo la primera fuerza reunida en el sitio, la Fuerza de Defensa Nacional puede proporcionar puestos de comando centralizados con inteligencia precisa. Esto a su vez permite una asignación más sinérgica de los recursos y brinda una conciencia situacional más sólida para permitir la toma de decisiones. Un efecto secundario de la inteligencia precisa es dar a los líderes políticos una imagen situacional estratégica correcta y confiable. 

## Contra recurso operativo calificado hostil hacia adelante
- Detecta e informa la actividad para dar al comando central inteligencia de situación precisa.
- Denegación de acceso.
- Denegación de libertad de acción.
- Denegación de libertad de movimiento.
- Retrasar el trabajo de campo.
- Detección de elementos operativos hostiles hacia adelante utilizando perros, sistemas de alarma, minas de alarma y conocimiento local.
- Si se detecta opforce dentro de un activo clave, ciertas unidades de la Fuerza Nacional de Seguridad tienen la tarea de volver a tomar el activo clave.
- Si es posible, eliminación de elementos operativos hostiles hacia adelante.
- Reconocimiento encubierto.
- Reconocimiento de fuerza.
- Protección de activos clave contra sabotaje o ataque.
- Destrucción de activos clave si es indefendible. Si se usan cargas explosivas excesivas, por ejemplo, en un puerto de concreto, solo quedará grava, que se puede superar fácilmente con lanchas de desembarco. En este caso, la destrucción está diseñada para transformar el activo en grandes bloques formando obstáculos demorados. Para este propósito, se han incorporado tubos especiales de destrucción en ciertos activos clave.
- Protección de los civiles

## Contra los actores oportunistas no calificados
- Protección de activos clave.
- Notando cuando la situación se desvía de la actividad normal, posiblemente indicando un sabotaje o robo inminente.
- Protección de los civiles.

Para aclarar: los actores oportunistas no calificados generalmente se dividen en dos grupos. Criminales y políticos, con superposición variable. 
Pandillas criminales, "pandillas de guerra", son actores que quieren robar cosas para obtener ganancias monetarias. Quizás quieran armas para poder extorsionar a los locales, o quizás quieran robar entregas de alimentos para venderlas a precios extremadamente altos. 
Actores con motivación política, que pueden tratar de ayudar al invasor, o tratar de causar tanto caos que son libres (por un corto tiempo) de reinar sobre un área y hacer lo que les plazca. 
Aunque las motivaciones de estos pueden verse como los opuestos polares entre sí, su modus operandi es muy similar. 

## Contingencia
Si se pierde todo contacto con las fuerzas amigas, las Fuerzas de Seguridad Nacional deben seguir la doctrina de la "Guerra Libre". Esto otorga una amplia autoridad al oficial de rango y tiene tres objetivos: 
- Involucrar, retrasar o acosar a las fuerzas hostiles a su propia discreción.
- Usar cualquier medio para volver a unirse o contactar fuerzas amigas para obtener un efecto sinérgico.
- Protección de los civiles.

## Historia

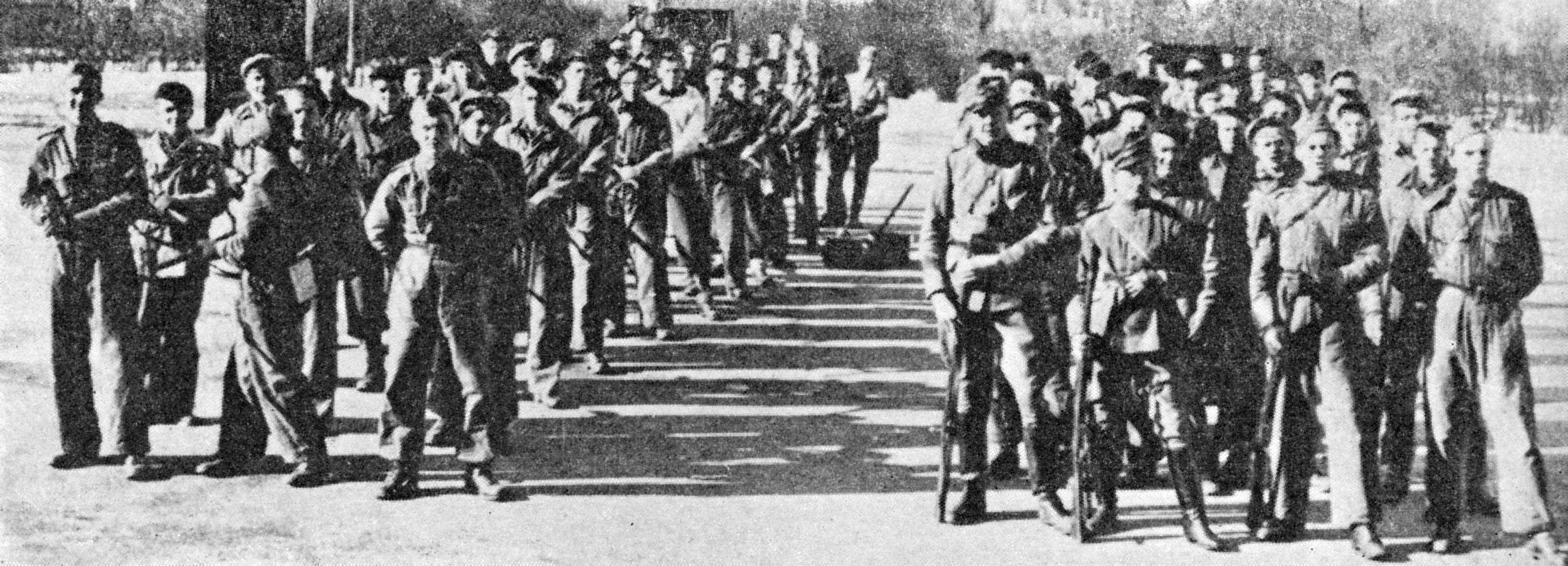
Soldados de la Guardia Nacional en Lund, Escania, en 1940.

El establecimiento de la Guardia Nacional fue promulgado por el Riksdag el 29 de mayo de 1940, después del comienzo de la Segunda Guerra Mundial, sin embargo, las unidades ya habían sido formadas por los militares antes de esto. Las unidades de la Guardia Nacional eran grupos de usualmente de ocho a 15 hombres que debían servir como unidades de defensa en caso de guerra, ubicadas en ciudades y en fábricas privadas y estatales, en toda Suecia. Los miembros de estas pequeñas unidades generalmente consistían en exmilitares profesionales que estaban equipados con rifles, ametralladoras, municiones, medicinas, uniformes, y tenían la opción de comprar materiales adicionales como esquís, suéteres y botas de marcha. Un grupo adicional, llamado Cuerpo de Lotta (Servicio de Defensa Voluntaria de las Mujeres), ayudó con tareas adicionales que la Unidad Domiciliaria no pudo realizar por sí mismas. El cuerpo de Lotta ayudó a proporcionar a la unidad doméstica artículos adicionales como calcetines, bufandas y guantes, así como a realizar todo el trabajo administrativo que la unidad no podía permitirse hacer. En caso de guerra, y en caso de que la Guardia Nacional no pudiera utilizar los hospitales locales, la Cruz Roja Sueca estaba preparada para establecer estaciones de primeros auxilios para su uso.

## Organización

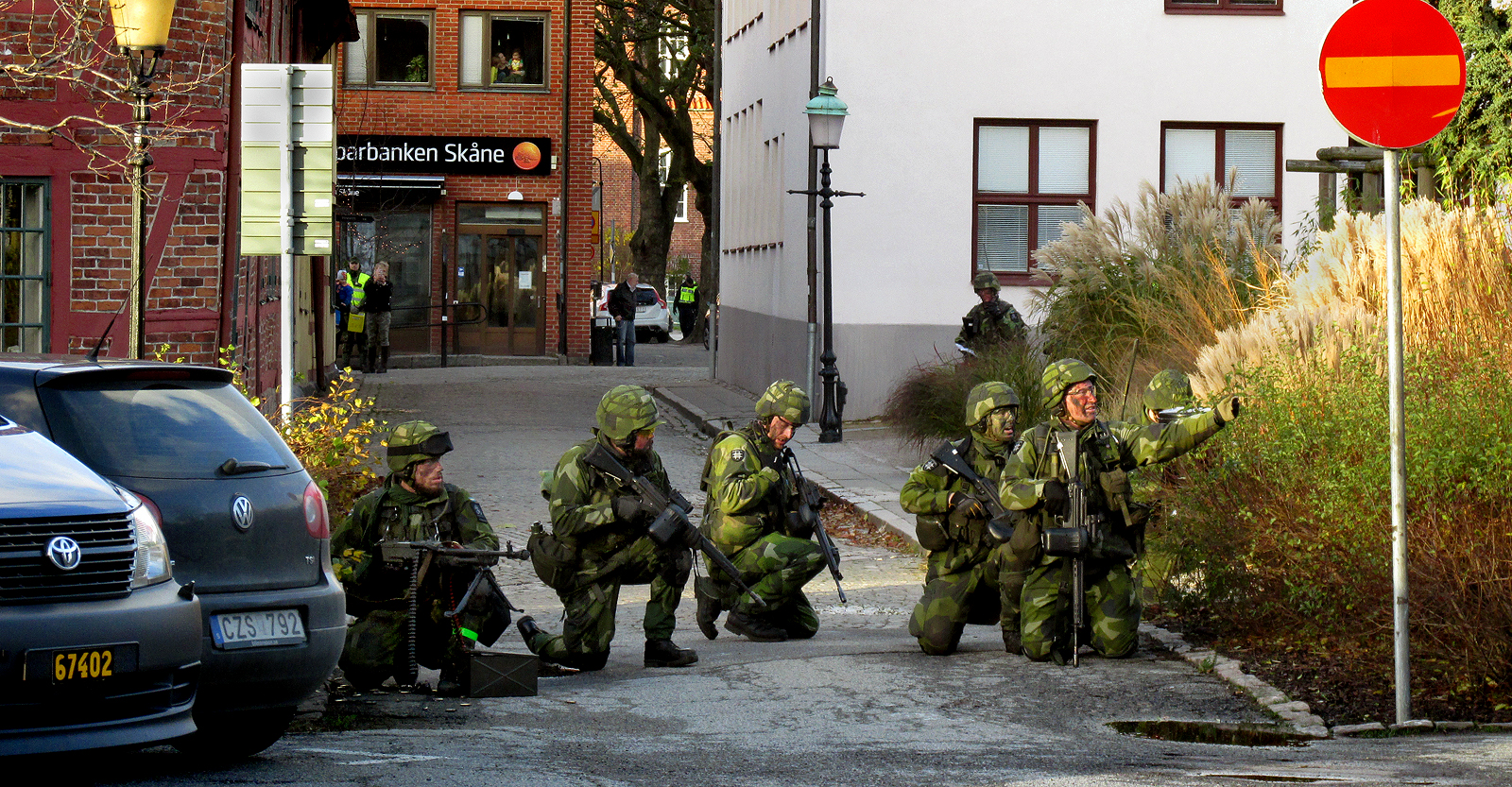
Soldados de la Guardia Nacional en Ystad.

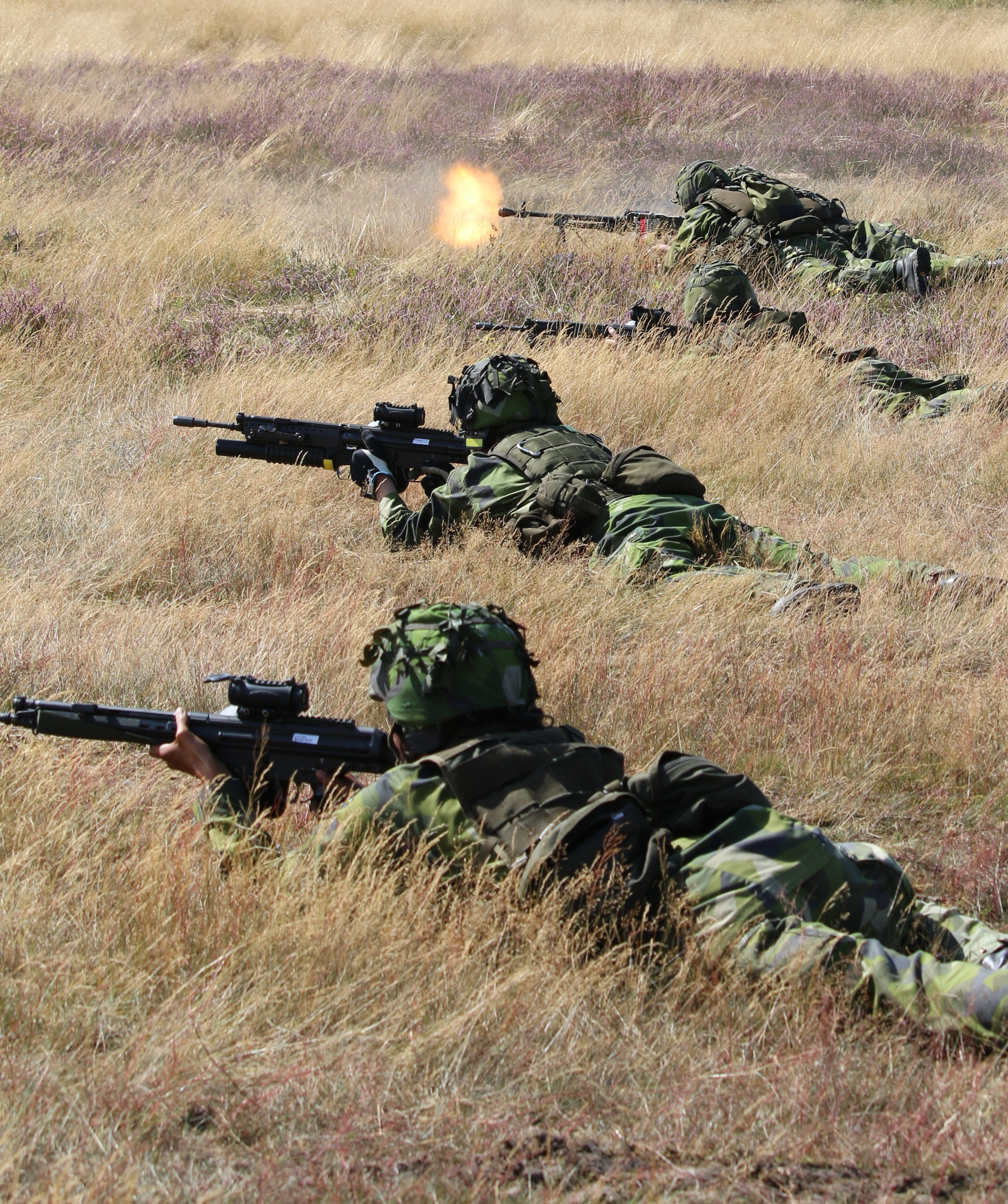
Soldados de la Guardia Nacional sueca.

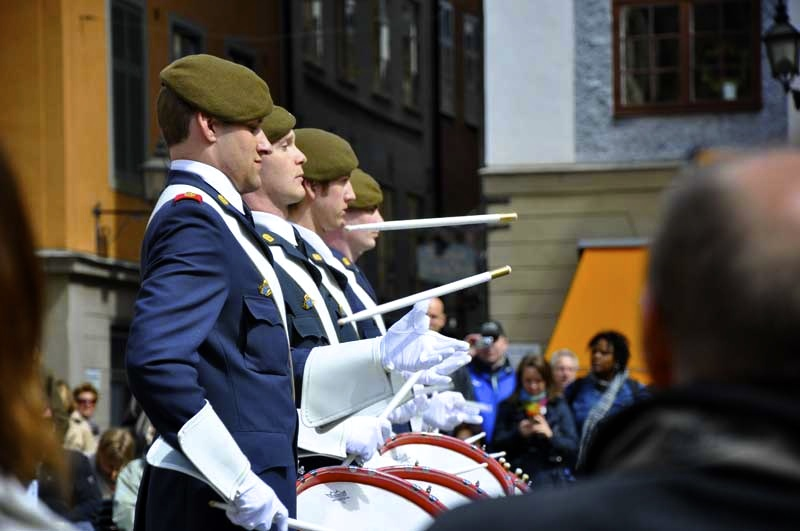
Bateristas de la Banda de la Guardia Nacional de Eslöv en el Palacio Real de Estocolmo.

La Guardia Nacional con las fuerzas de seguridad nacional son parte de la organización misionera de las Fuerzas Armadas suecas. La Guardia Nacional es una unidad y constituye la base para la protección de Suecia. Tiene la tarea de operar en toda la escala del conflicto, desde el apoyo social durante grandes dificultades en tiempos de paz hasta el combate armado en tiempos de guerra. 
Las unidades de la Guardia Nacional tienen una capacidad de respuesta que se mide en horas, en lugar de días o semanas. El personal está compuesto por voluntarios reclutados localmente y consiste en gran parte de soldados y oficiales experimentados con antecedentes en unidades basadas en misiones. 
Cuando se llama a las Fuerzas Armadas para ayudar con incendios forestales, inundaciones o registros de personas desaparecidas, a menudo recae en las unidades de la Guardia Nacional para apoyar a la policía y los servicios de rescate. La vigilancia territorial, la seguridad de la base, las tareas de escolta, la protección del transporte, la identificación de objetivos y el reconocimiento de artillería son otras tareas típicas de la Guardia Nacional. 
Además del personal que ha completado su servicio nacional o entrenamiento militar básico, la Guardia Nacional incluye una gran proporción de especialistas, por ejemplo, paramédicos, ayudantes de motocicletas y adiestradores de perros, que son reclutados y entrenados por organizaciones de defensa voluntaria. 

### Organización territorial
Suecia se divide en cuatro regiones militares: 
- Región Militar del Norte (RM N) comprende los condados de Norrbotten, Västerbotten, Jämtland y Västernorrland. El comando regional se encuentra en la sede del Regimiento Norrbotten (I 19) en Boden.
- Región Militar Central (RM M) comprende los condados de Estocolmo y Gotland, Södermanland, Upsala, Västmanland, Delacarnia y Gävleborg. El comando regional se encuentra en la sede de los Guardias de Vida (GV) en Estocolmo.
- Región Militar Occidental (RM V) comprende los condados de Västra Götaland, Halland, Örebro y Värmland. El comando regional se encuentra en la sede del Regimiento de Skaraborg (P 4) en Skövde.
- Región Militar del Sur (RM S) comprende los condados de Skåne, Blekinge, Kronoberg, Jönköping, Kalmar y Östergötland. El comando regional se encuentra en el cuartel general del Regimiento Sur Escania (P 7) en Revinge.

Los batallones de la Guardia Nacional son apoyados para la administración, capacitación y logística por 22 Grupos de Capacitación (en sueco, Utbildningsgrupp). Los Grupos de entrenamiento son en su mayor parte descendientes de regimientos disueltos y la mayoría de los batallones de la Guardia Nacional llevan los colores y tradiciones de su regimiento antecedente, por ejemplo, el 17. Dalabataljonen, que lleva los colores y tradiciones del Regimiento de Dalarna (creado en 1628 y disuelto en 2000). Por lo general, cada grupo de entrenamiento admite 1-2 batallones, pero algunos tienen cuatro batallones. Los grupos de entrenamiento a su vez pertenecen a un regimiento regular. Las pautas y materiales uniformes para los cursos son determinados centralmente por la Escuela de Combate de la Guardia Nacional. 

### Unidades
A partir de 2012, la Guardia Nacional se compone de 22.000 soldados (en comparación con 42.000 en 2001) organizados en 40 batallones de infantería ligera (en comparación con 69 en 2001) de 300-700 efectivos. 
En 2001, las unidades de Respuesta Rápida contaban con alrededor de 5.000 soldados del total de 42.000. Las unidades de respuesta rápida tienen más tareas de combate en comparación con el resto de la Guardia Nacional, incluidas las tareas de escolta. Algunos batallones ubicados cerca de la costa también tienen compañías marinas equipadas con CB90. 
A partir de 2014, la mayoría de la fuerza, 17.000 de 22.000 soldados estarán en unidades de Respuesta Rápida. La disminución en el número de tropas viene con un aumento igual en calidad y equipamiento moderno.
| Unidad (en sueco)                | Unidad (en español)                       | Grupo de Entrenamiento       | Comentarios |
| 10. Lapplandsjägarbataljonen     | 10. Lapland Rifles Battalion              | Lapplandsjägargruppen        | Ártico, incluyendo una tropa de aviones                                                                                          |
| 11. Gränsjägarbataljonen         | 11. Border Rifles Battalion               | Lapplandsjägargruppen        | Ártico, incluyendo una tropa de aviones y un pelotón de barcos                                                                   |
| 12. Norrbottensbataljonen        | 12. North Bothnia Battalion               | Norrbottensgruppen           | Ártico, incluyendo una tropa de aviones, un pelotón pionero y un pelotón de logística (combustible y municiones)                 |
| 13. Västerbottensbataljonen      | 13. West Bothnia Battalion                | Västerbottensgruppen         | Ártico, incluye una tropa de aviones, un pelotón de logística (combustible y municiones), un pelotón de barcos y un pelotón QBRN |
| 14. Fältjägarbataljonen          | 14. Light Infantry Battalion              | Fältjägargruppen             | Ártico, incluyendo un pelotón de logística (combustible y municiones) y una compañía de reconocimiento                           |
| 15. Ångermanlandsbataljonen      | 15. Ångermanland Battalion                | Västernorrlandsgruppen       | Ártico, incluyendo un pelotón de logística (combustible y municiones), un pelotón de tráfico y un pelotón de barcos              |
| 16. Medelpadsbataljonen          | 16. Medelpad Home Guard Battalion         | Västernorrlandsgruppen       | Ártico, incluyendo una tropa de aviones, un pelotón de logística (combustible y municiones) y un pelotón de barcos               |
| 17. Dalabataljonen               | 17. Dalarna Home Guard Battalion          | Dalregementsgruppen          | Ártico, incluyendo una tropa de aviones y un pelotón de mortero                                                                  |
| 18. Gävleborgsbataljonen         | 18. Gävleborg Battalion                   | Gävleborgsgruppen            | Incluyendo una tropa de aviones y un pelotón de barcos                                                                           |
| 19. Värmlandsbataljonen          | 19. Värmland Home Guard Battalion         | Örebro och Värmlandsgruppen  | Incluyendo un pelotón de aviones                                                                                                 |
| 20. Sannahedsbataljonen          | 20. Sannahed Home Guard Battalion         | Örebro och Värmlandsgruppen  | Incluyendo una tropa de aviones y un pelotón pionero                                                                             |
| 21. Upplandsbataljonen           | 21. Uppland Home Guard Battalion          | Uppland/Västmanlandsgruppen  | Incluyendo una compañía de reconocimiento                                                                                        |
| 22. Västmanlandsbataljonen       | 22. Västmanland Home Guard Battalion      | Uppland/Västmanlandsgruppen  | |
| 23. Attundalandsbataljonen       | 23. Attundaland Home Guard Battalion      | Livgardesgruppen             | Incluyendo una compañía de reconocimiento                                                                                        |
| 24. Stockholmsbataljonen         | 24. Stockholm Home Guard Battalion        | Livgardesgruppen             | Incluyendo un pelotón de tráfico                                                                                                 |
| 25. Taeliehusbataljonen          | 25. Tæljehus Home Guard Battalion         | Livgardesgruppen             | Incluyendo un pelotón de aviones                                                                                                 |
| 26. Järvabataljonen              | 26. Järva Home Guard Battalion            | Livgardesgruppen             | |
| 27. Södermanlandsbataljonen      | 27. Södermanland Home Guard Battalion     | Södermanlandsgruppen         | Incluye una tropa de aviones y un pelotón de barcos.                                                                             |
| 28. Roslagsbataljonen            | 28. Roslagen Home Guard Battalion         | Södertörnsgruppen            | Incluyendo una tropa de aviones y un pelotón de barcos                                                                           |
| 29. Södertörnsbataljonen         | 29. Södertörn Home Guard Battalion        | Södertörnsgruppen            | Incluye una tropa de aviones y un pelotón QBRN y una compañía de botes                                                           |
| 30. (1st) Livgrenadjärbataljonen | 30. (1st) Life Grenadier Battalion        | Livgrenadjärgruppen          | |
| 31. (2nd) Livgrenadjärbataljonen | 31. (2nd) Life Grenadier Battalion        | Livgrenadjärgruppen          | Incluyendo 2 pelotones de botes                                                                                                  |
| 32. Gotlandsbataljonen           | 32. Gotland Battalion                     | Gotlandsgruppen              | Incluyendo una tropa de aviones y un pelotón de barcos                                                                           |
| 33. Norra Smålandsbataljonen     | 33. North Småland Battalion               | Norra Smålandsgruppen        | Incluyendo una tropa de aviones y un pelotón pionero                                                                             |
| 34. Kalmarbataljonen             | 34. Kalmar Battalion                      | Kalmar och Kronobergsgruppen | |
| 35. Kronobergsbataljonen         | 35. Kronoberg Battalion                   | Kalmar och Kronobergsgruppen | Incluyendo una compañía de reconocimiento                                                                                        |
| 36. Blekinge västra bataljon     | 36. West Blekinge Battalion               | Blekingegruppen              | Incluyendo una tropa de aviones                                                                                                  |
| 37. Blekinge östra bataljon      | 37. East Blekinge Battalion               | Blekingegruppen              | Incluyendo una compañía de barcos                                                                                                |
| 38. Kinnebataljonen              | 38. Kinne Home Guard Battalion            | Skaraborgsgruppen            | Incluyendo una tropa de aviones y un pelotón de tráfico                                                                          |
| 39. Kåkindbataljonen             | 39. Kåkind Home Guard Battalion           | Skaraborgsgruppen            | Incluyendo una tropa de aviones                                                                                                  |
| 40. Bohusbataljonen              | 40. Bohusläns Home Guard Battalion        | BohusDalgruppen              | Incluyendo una tropa de aviones y una compañía de barcos                                                                         |
| 41. Göteborgs södra bataljon     | 41. South Gothenburg Home Guard Battalion | Elfsborgsgruppen             | Incluyendo una compañía de reconocimiento con unas tropas de aviones                                                             |
| 42. Göteborgs norra bataljon     | 42. North Gothenburg Home Guard Battalion | Elfsborgsgruppen             | Incluyendo un pelotón NRBQ |
| 43. Göteborgs skärgårds bataljon | 43. Gothenburg Marine Battalion           | Elfsborgsgruppen             | incluyendo una compañía de barcos                                                                                                |
| 44. Älvsborgsbataljonen          | 44. Älvsborg Home Guard Battalion         | Elfsborgsgruppen             | |
| 45. Hallandsbataljonen           | 45. Halland Battalion                     | Hallandsgruppen              | Incluyendo una tropa de aviones                                                                                                  |
| 46. Södra skånska bataljonen     | 46. South Scania Battalion                | Skånska gruppen              | Incluyendo un pelotón NRBQ |
| 47. Malmöhusbataljonen           | 47. Malmöhus Battalion                    | Skånska gruppen              | Inluyendo un pelotón de tráfico                                                                                                  |
| 48. Skånska dragonbataljonen     | 48. Scania Dragoon Battalion              | Skånska gruppen              | Incluyendo una compañía de reconocimiento                                                                                        |
| 49. Norra skånska bataljonen     | 49. North Scania Battalion                | Skånska gruppen              | Incluyendo un pelotón mortal |

## Método de operación

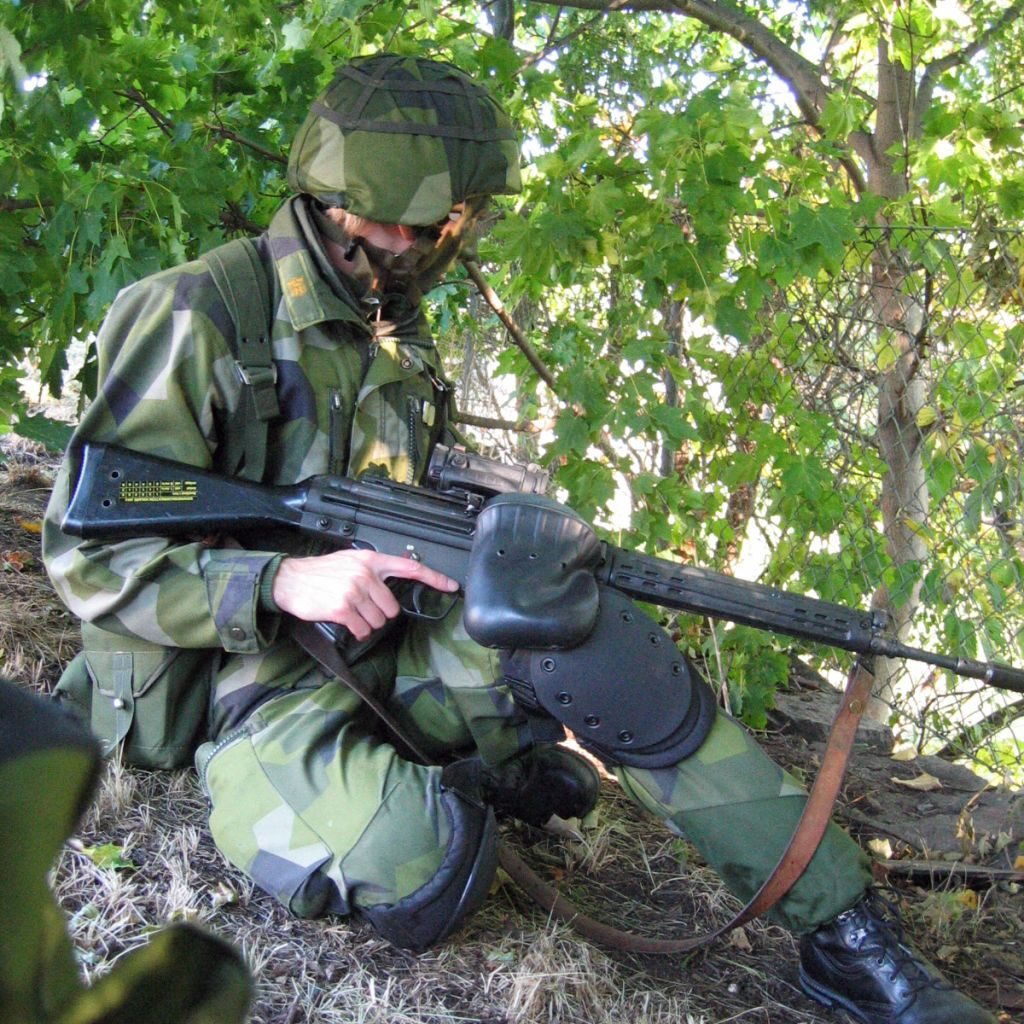
Un soldado de la Guardia Nacional sueca con un fusil de batalla Ak 4 fusil de (variante de fabricación sueca con el H&K G3) con la mira Aimpoint montada.

Las unidades de la Guardia Nacional están entrenadas para ser unidades de combate locales (principalmente infantería pero también tropas de señal). Aunque la doctrina actual establece que las unidades de la Guardia Nacional pueden actuar en cualquier parte del país, el conocimiento local es uno de los puntos fuertes de la organización. El entrenamiento se enfoca en tareas de guardia y dominio de armas. 
En tiempos de paz, la tarea principal de la Guardia Nacional es ayudar con las operaciones de búsqueda y rescate, y proporcionar asistencia a la sociedad civil en casos de emergencias graves, como desastres naturales y similares. 

## Requisitos
El soldado de la Guardia Nacional debe cumplir los siguientes requisitos para ser objeto de admisión: 
- Ciudadanía sueca
- Mínimo 3 meses de entrenamiento militar básico.
- Aprobación de la evaluación personal - examen personal por parte del departamento de Inteligencia y Seguridad Militar, la policía y las autoridades municipales - y de lo contrario ser adecuado para el servicio
- Disponibilidad para servicio en la Guardia Nacional
- Aprobado "derecho de disposición". Una persona que está "en guerra" en otra institución debe estar en esa institución durante una emergencia o guerra. Si, por ejemplo, un oficial de policía aplica a las Fuerzas de Seguridad Nacional, a la unidad se le negará el derecho de disposición de este solicitante. El oficial todavía puede desempeñar un papel en tiempos de paz, pero no se le puede asignar una ubicación en tiempo de guerra.

Las tropas se entrenan regularmente y las condiciones de aptitud habilitadas se prueban continuamente. 

## Formación

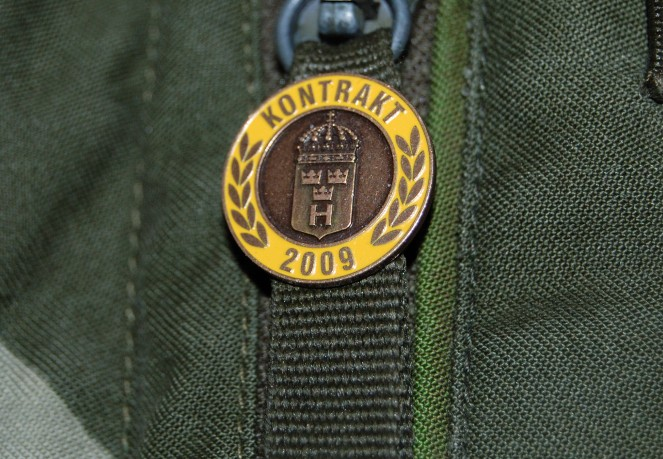
Marca de Año de la Guardia Nacional de Suecia (2009).

Contractualmente, un miembro de la Guardia Nacional debe entrenar 4 días (antes del 2010, 20 horas) por año hasta 8 días para las unidades de Respuesta Rápida, pero aunque el requisito de tiempo varía según el rol. Un requisito previo para unirse a la Guardia Nacional es haber recibido al menos 85 días de entrenamiento militar básico. El nivel de entrenamiento varía ampliamente, desde el entrenamiento militar básico hasta la escuela Ranger. 
El entrenamiento se centra en dos ejercicios de batallón de 4 días de duración por año para las unidades de Respuesta Rápida y un ejercicio de 4 días para las unidades de apoyo. Estos ejercicios son obligatorios para todo el personal. Además de la capacitación obligatoria, las empresas organizan sus propios ejercicios, a menudo hasta 10 ejercicios de fin de semana al año. La mayoría de los soldados hacen considerablemente más tiempo por año que los 4 u 8 días obligatorios. 

## Equipamiento
Los armamentos estándar son rifles de combate Ak 4 B (versión sueca del G3 alemán), con miras de punto rojo para fusileros y miras ópticas x4 para tiradores de escuadrón, el Ak4B también puede equiparse con un lanzagranadas M203. Las armas de apoyo incluyen la ametralladora Ksp 58, el rifle sin retroceso grg m/48 y las armas ligeras antitanque Pskott m/86. El AK4 era el arma estándar de las Fuerzas Armadas suecas hasta su reemplazo por el Ak 5 (derivado del FN FNC). Los rifles de francotirador Psg 90 también se emiten a francotiradores designados y parte del personal (generalmente oficiales, suboficiales, adiestradores de perros y personal de apoyo) reciben pistolas Glock. Otros equipos incluyen minas antitanques y minas antipersonas detonadas manualmente, explosivos y equipos de señal. También se usa equipo de visión nocturna de segunda generación, pero las bengalas de iluminación se usan principalmente. El equipo de señales a nivel de pelotón incluye radios de mochila Ra180 y se emiten radios individuales a fusileros. En 2015, algunos batallones comenzaron a reclutar pelotones de mortero equipados con morteros de 120 mm m/41D. 

widths=200
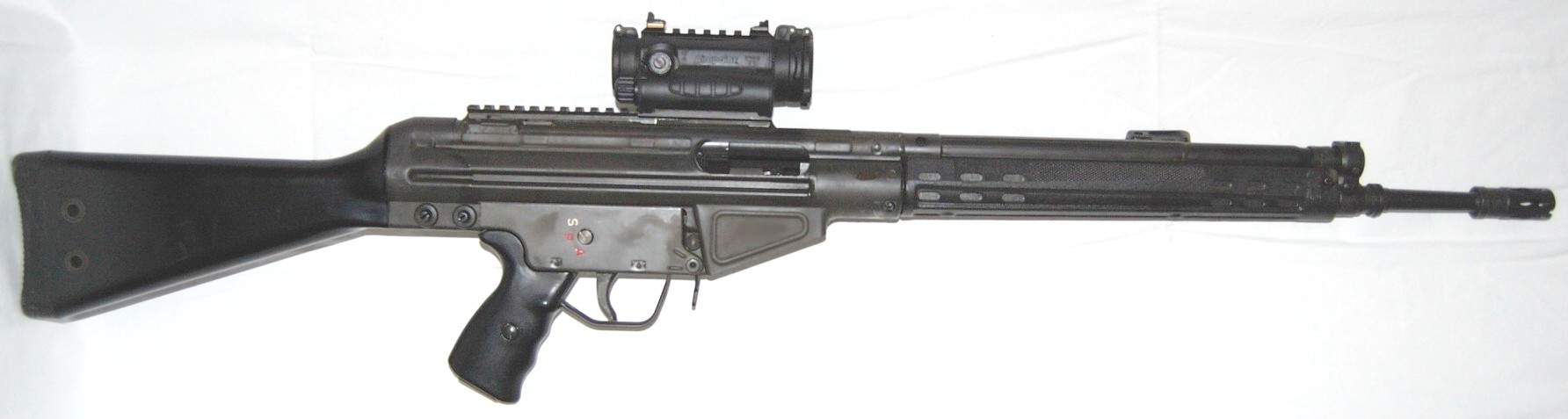
Automatkarbin 4B (Ak 4B) (mod. G3 con visor de punto rojo Aimpoint AB)
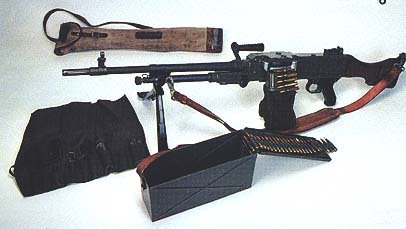
Kulspruta 58B (Ksp 58B) (FN MAG)
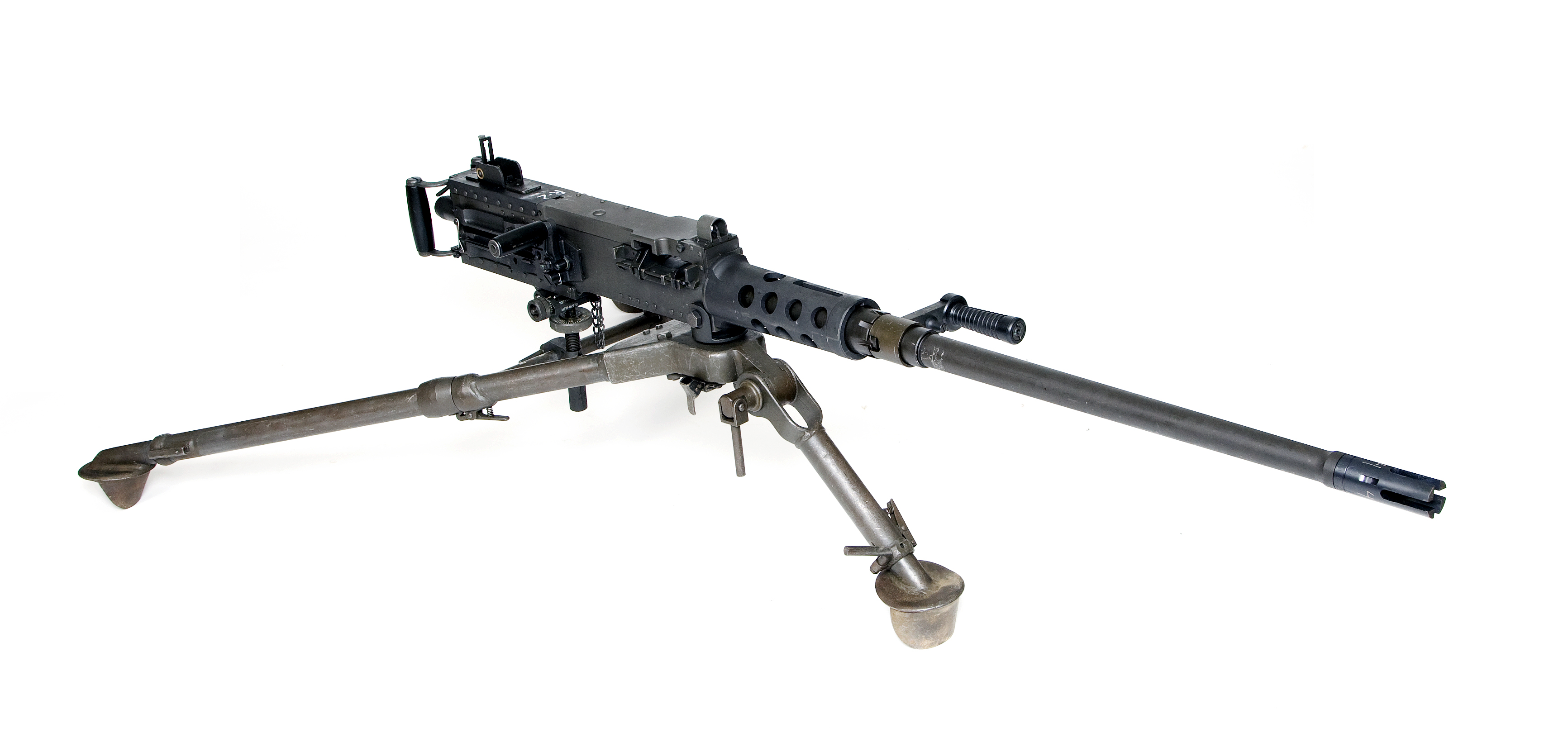
Kulspruta 88 (Ksp 88) (M2 Browning)
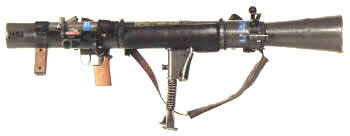
Granatgevär m / 48 (Grg m / 48)
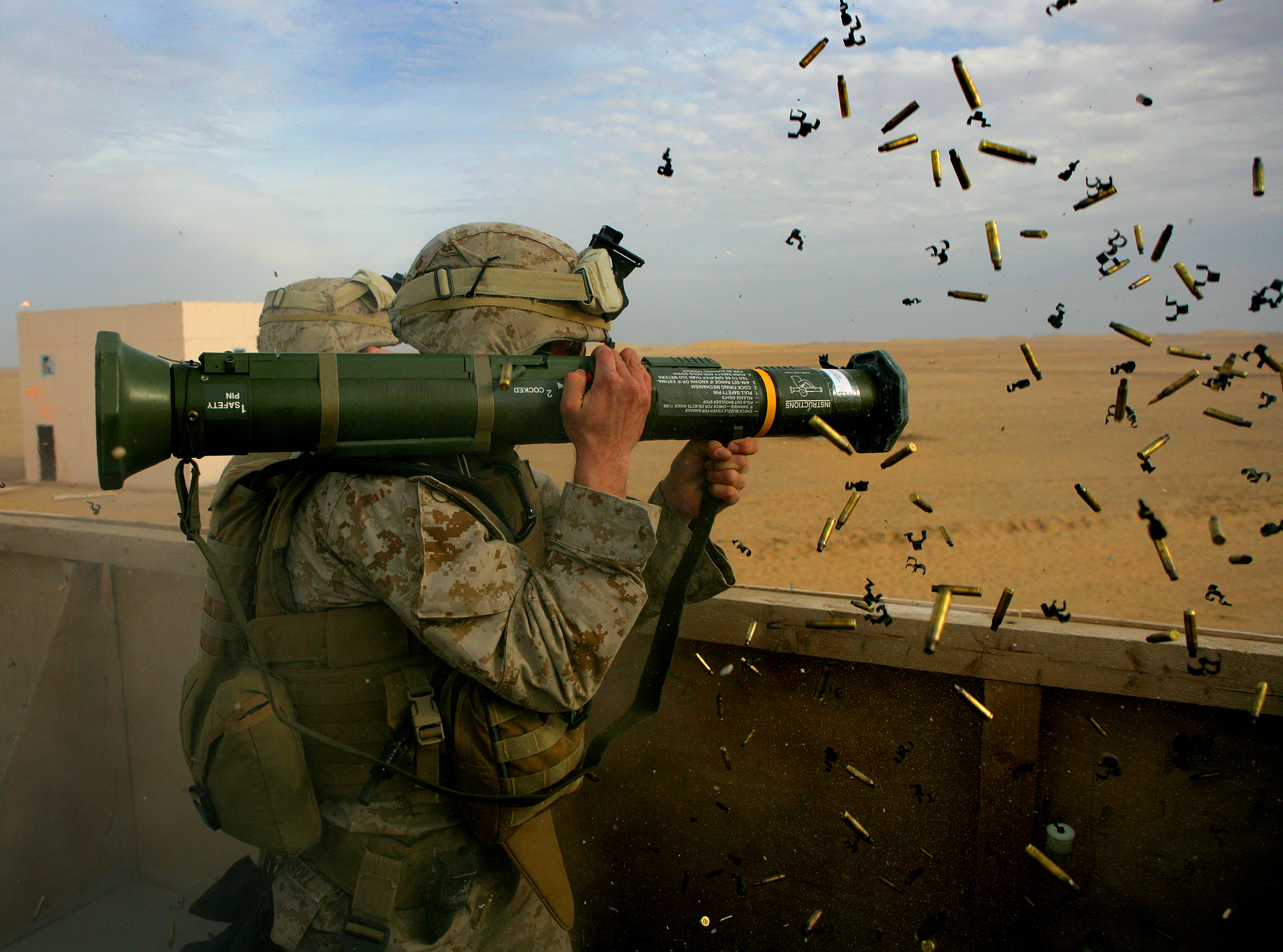
Pansarskott m / 86 (P-skott) (AT4)
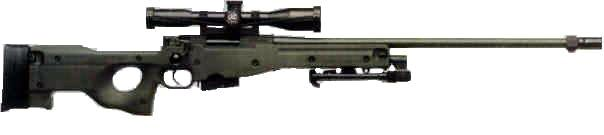
Prickskyttegevär 90 (Psg 90) (variante de precisión de la guerra ártica internacional)
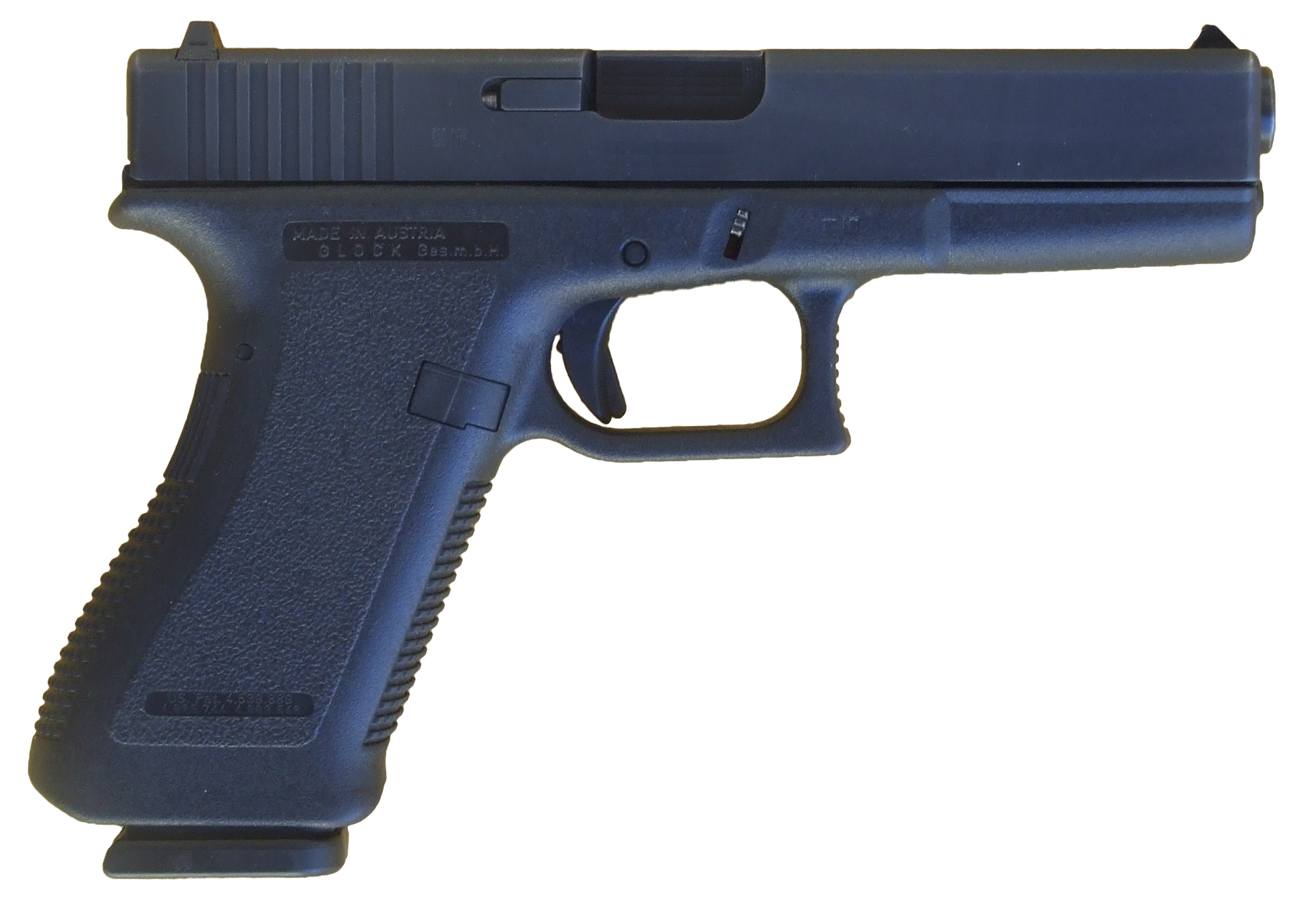
Pistola m / 88 (Glock 17)
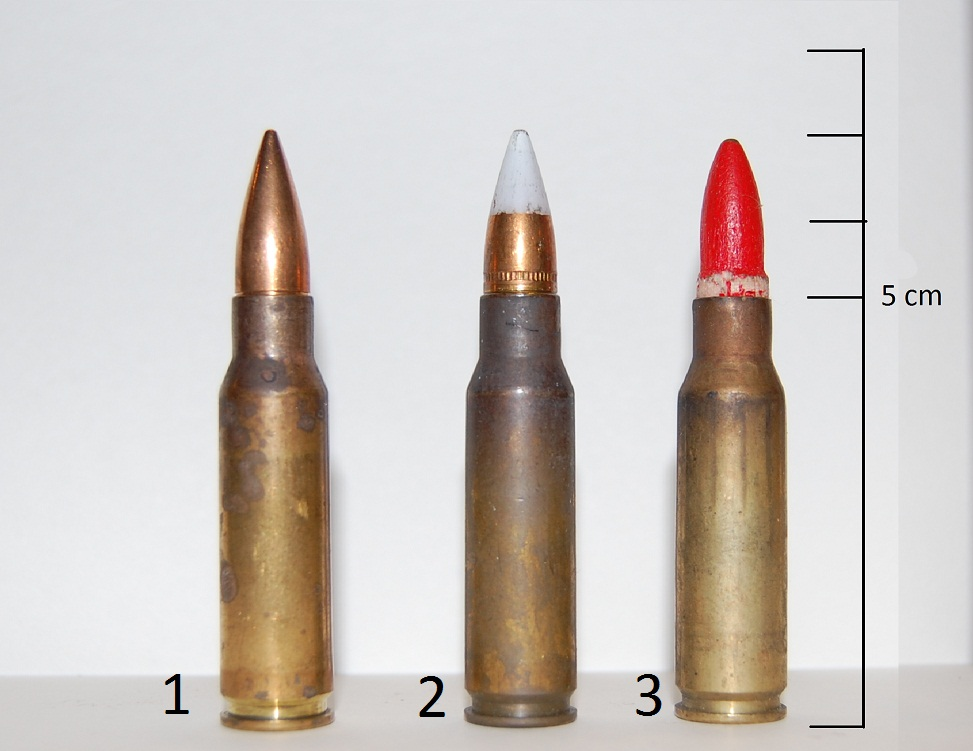
7.62 × 51mm OTAN
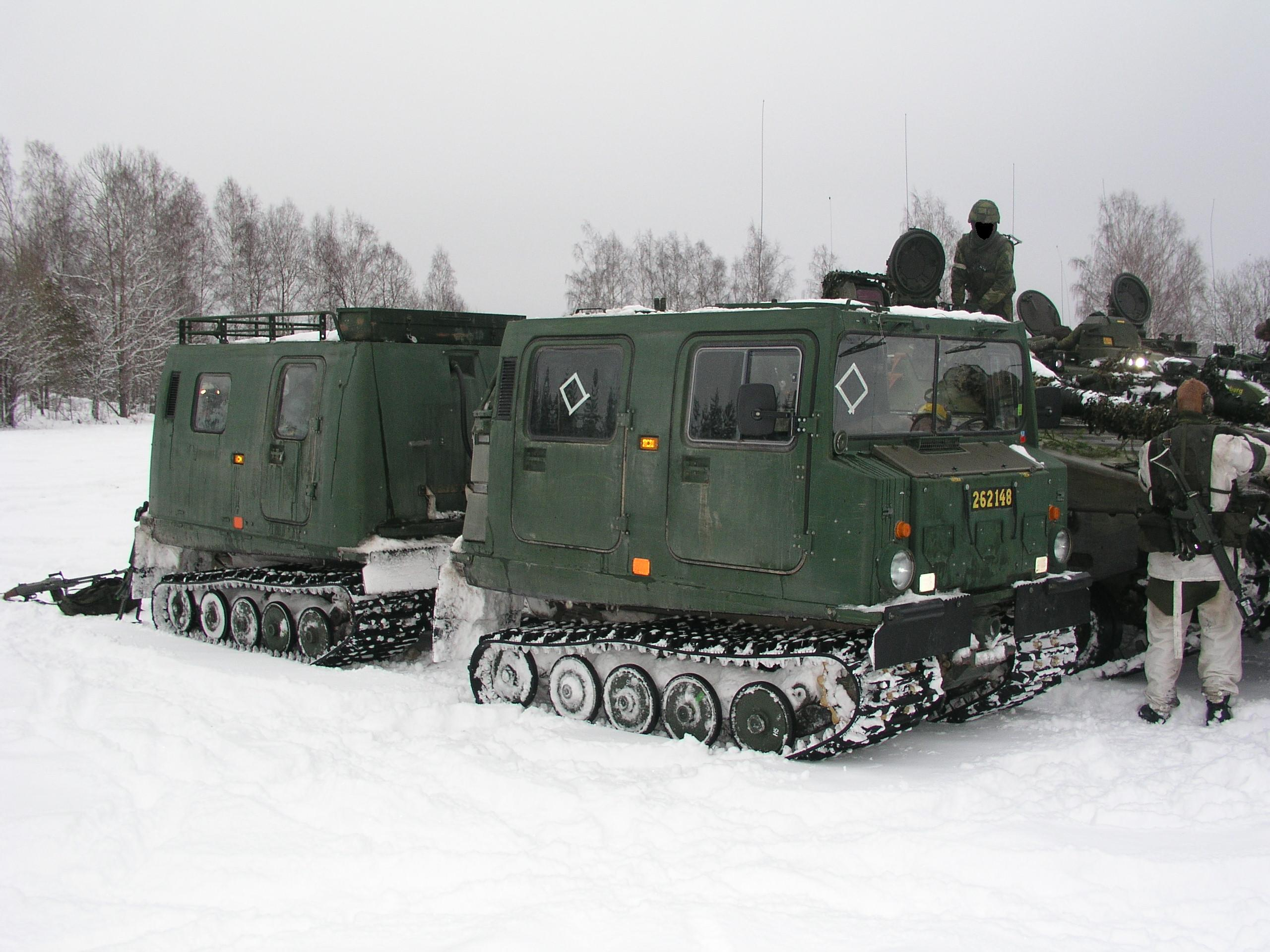
Bandvagn 206
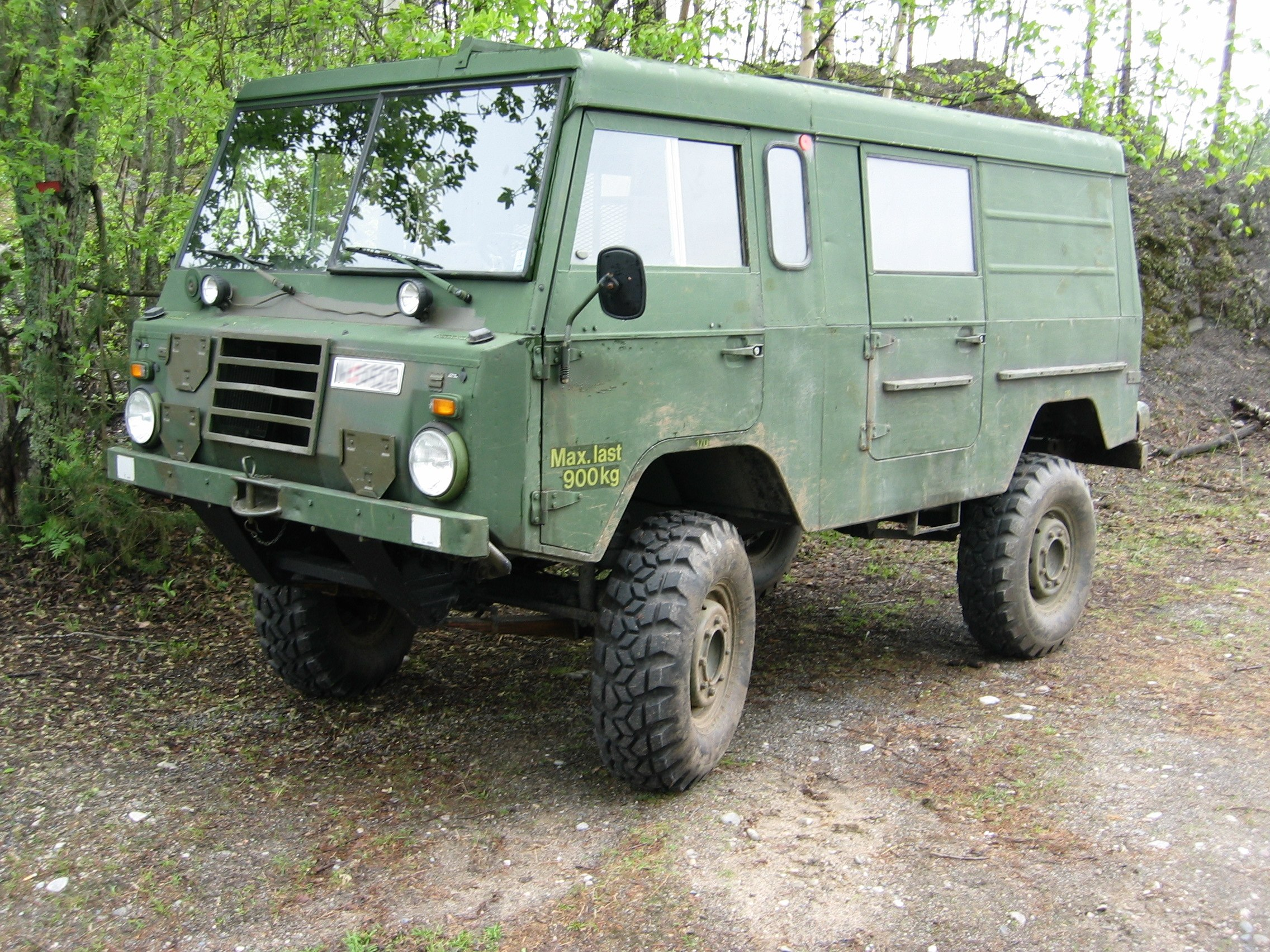
Terrängbil 11 (Volvo C303)
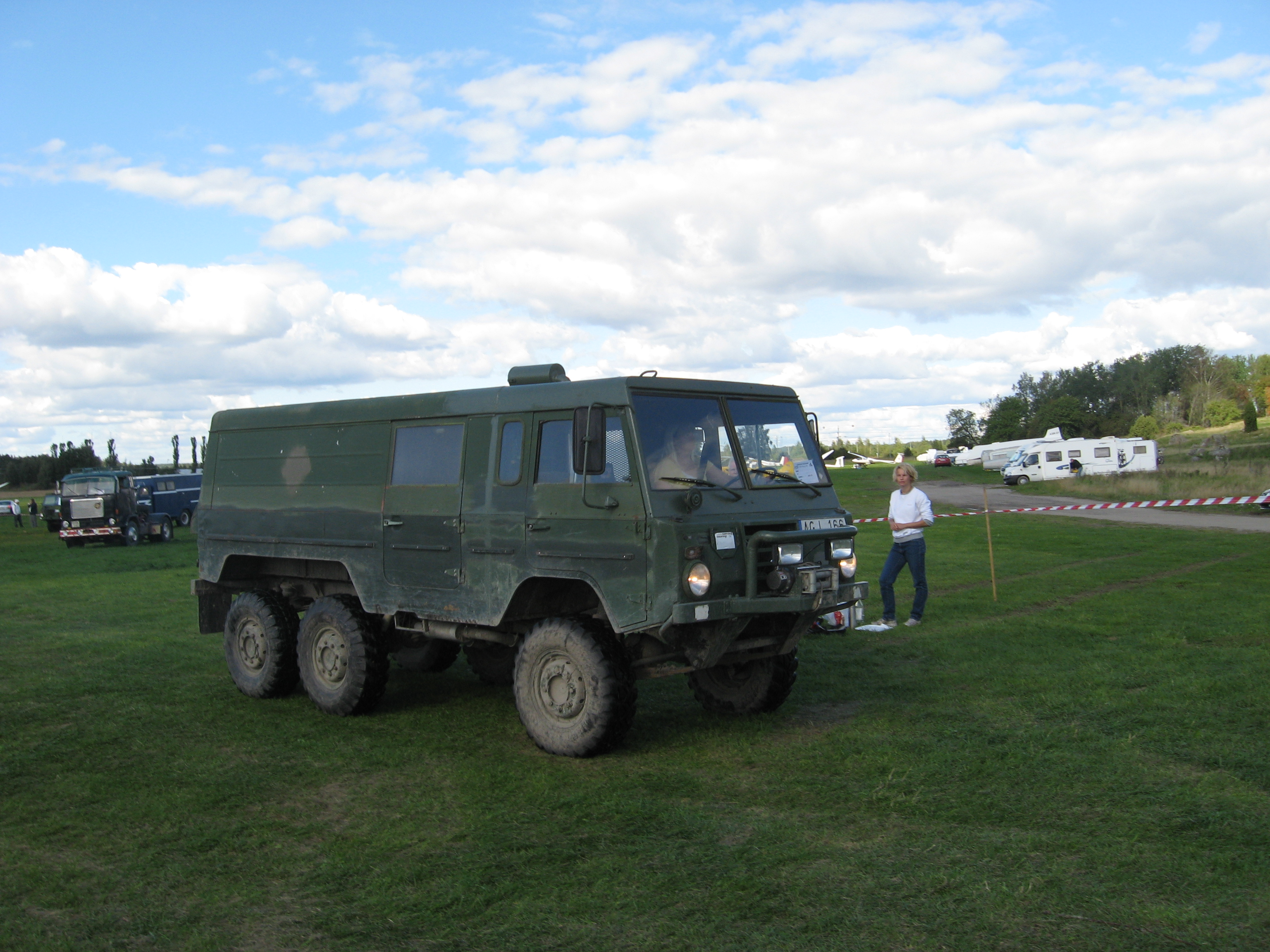
Terrängbil 13 (Volvo) (Volvo C304)
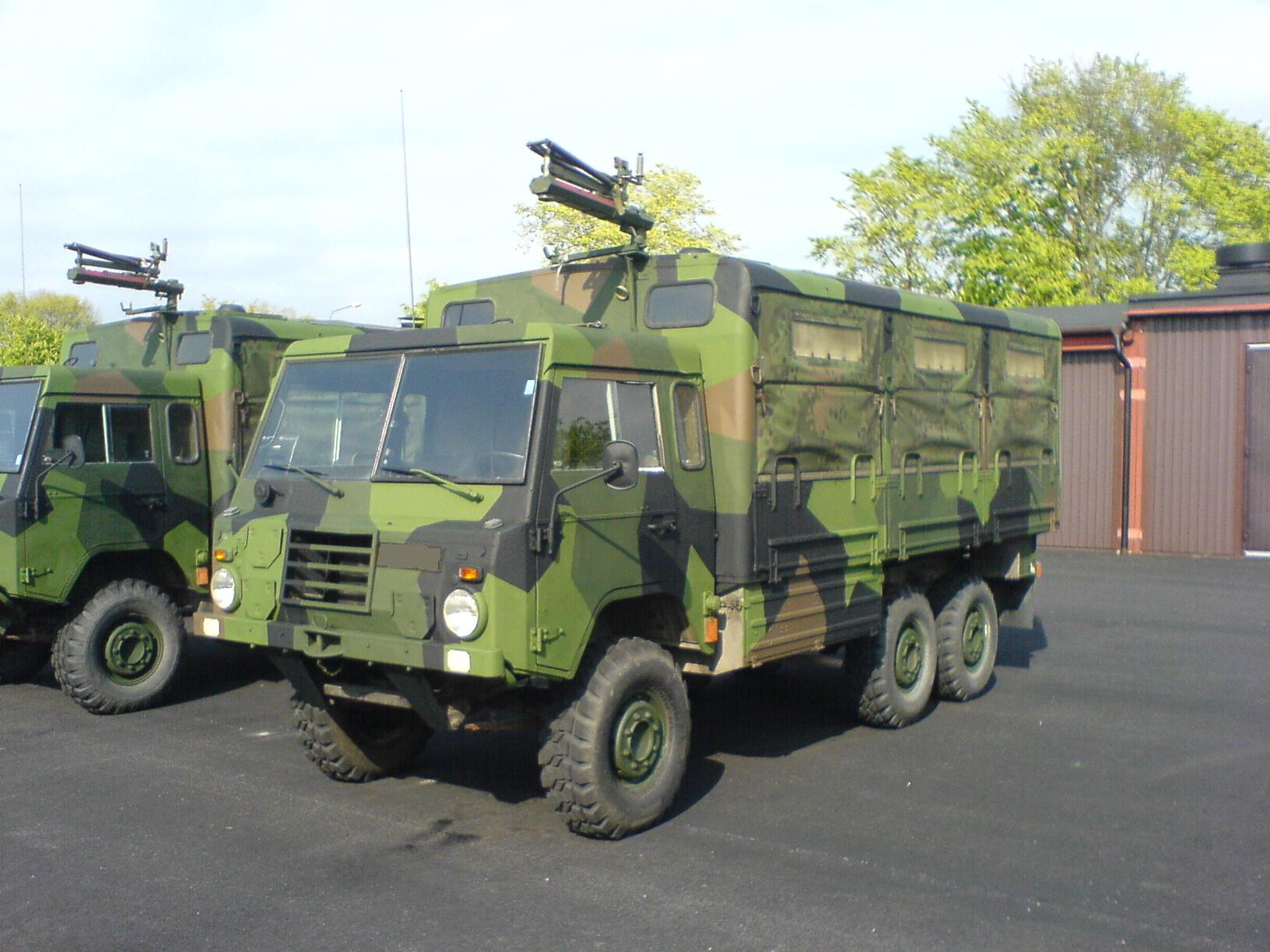
Terrängbil 20 (Volvo) (Volvo C306)
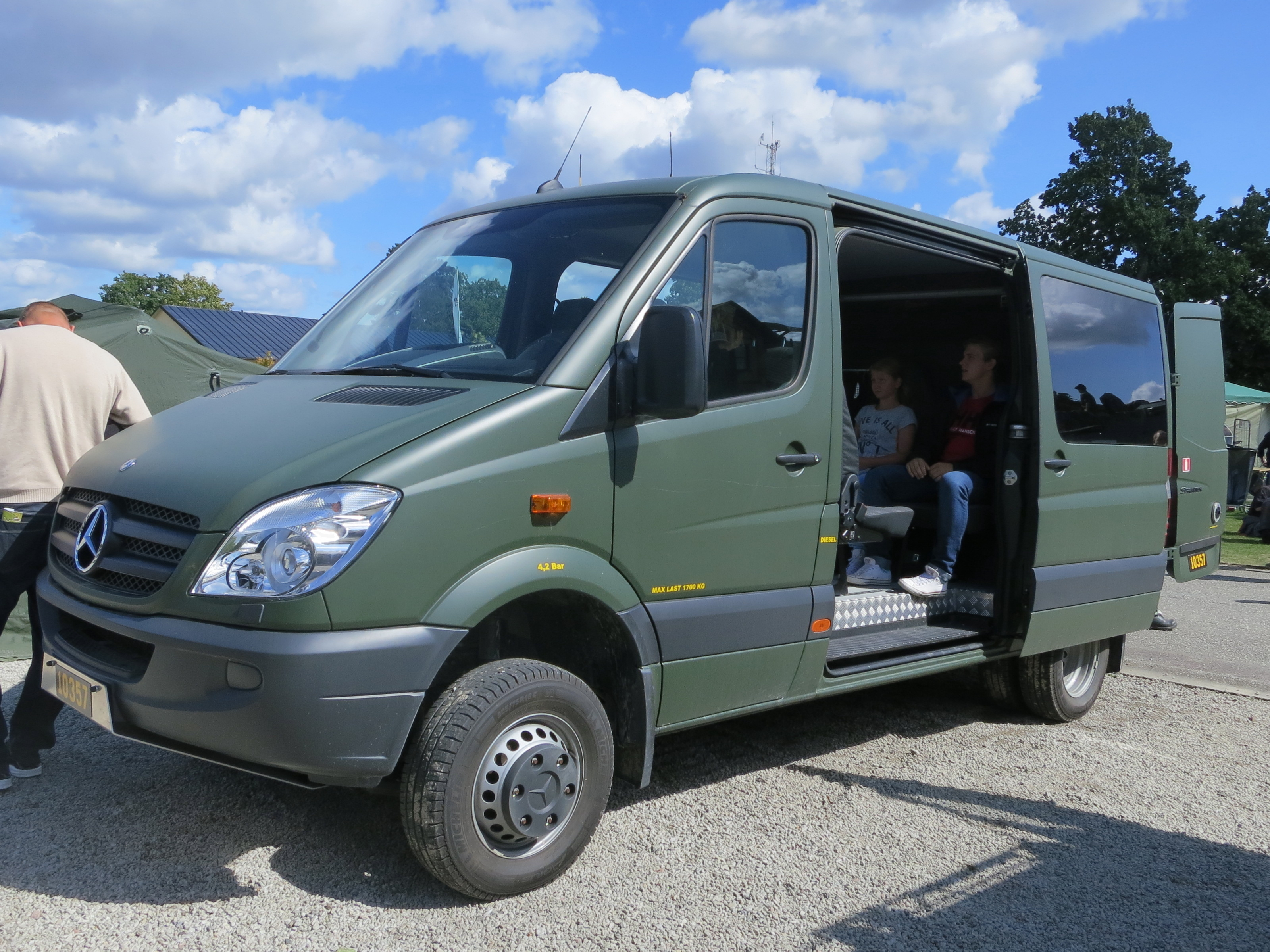
Personbil 8 (Mercedes-Benz Sprinter)
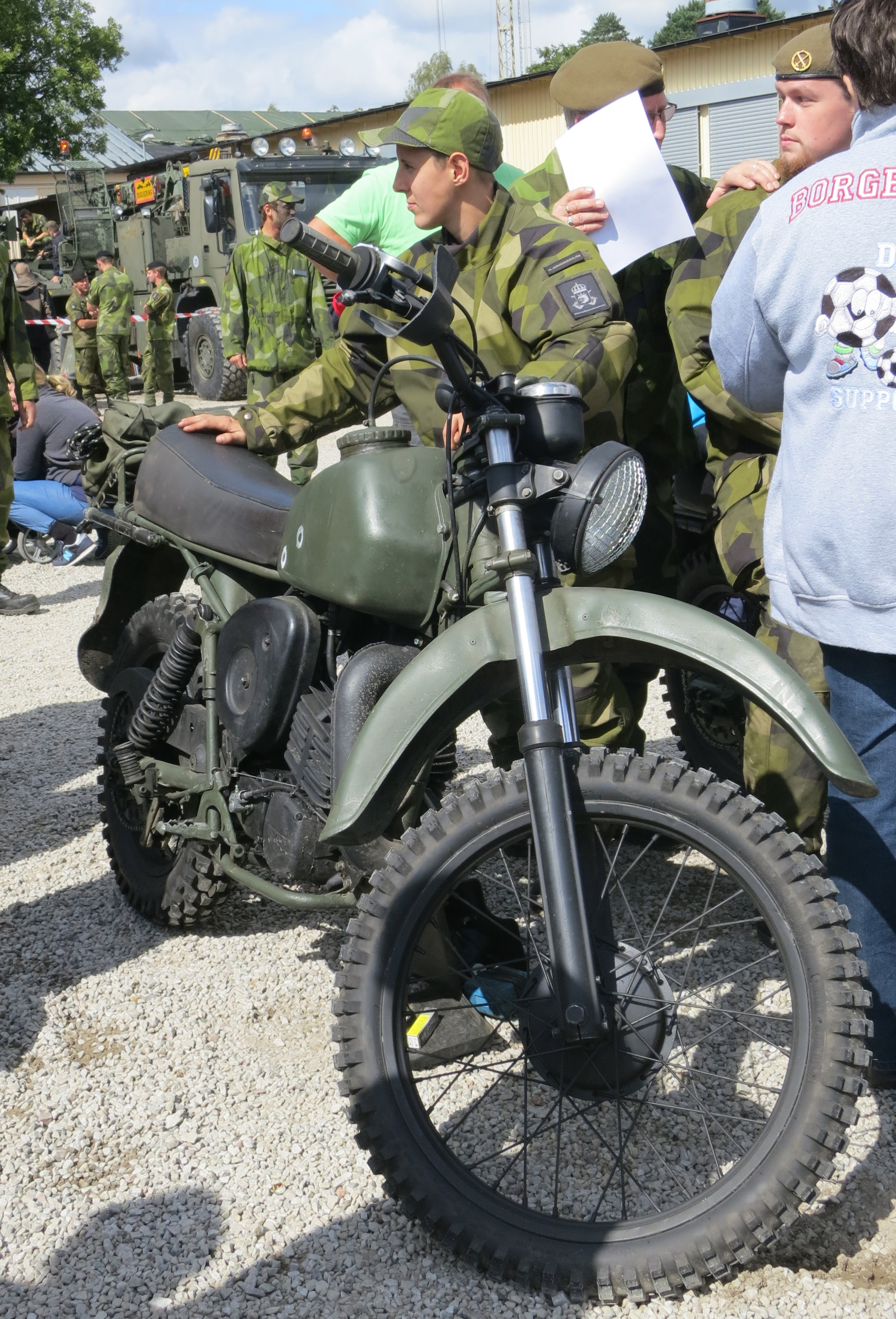
Motorcykel 258 (por Husqvarna Motorcycles)
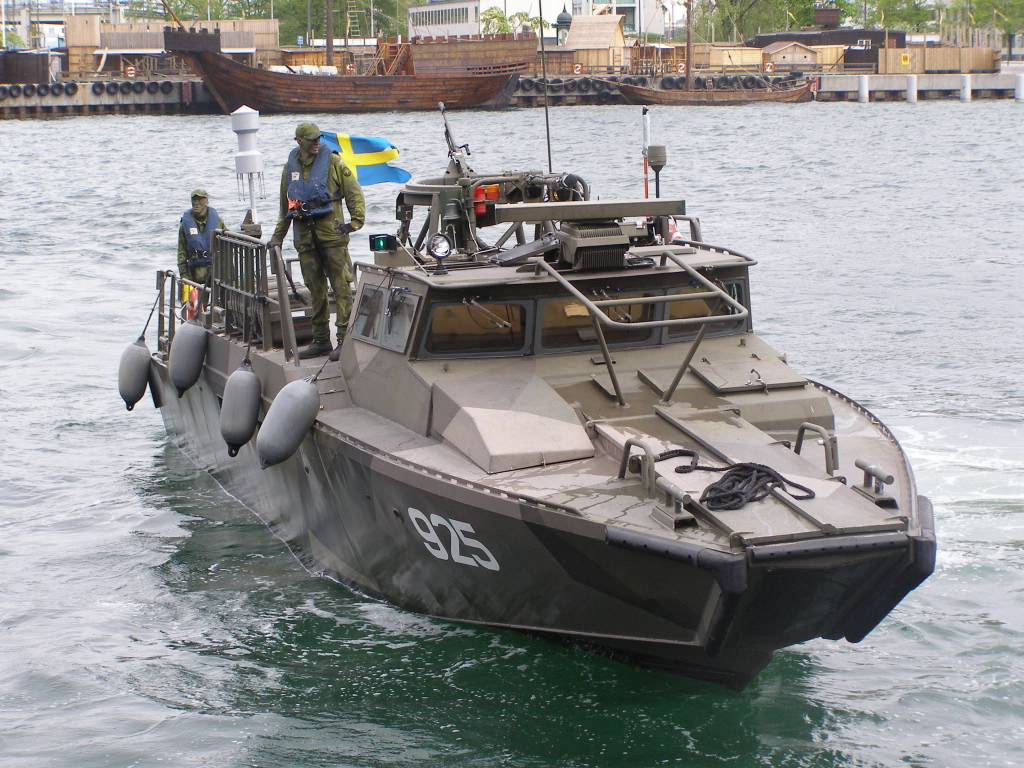
Stridsbåt 90 (nave de asalto rápido clase CB90)
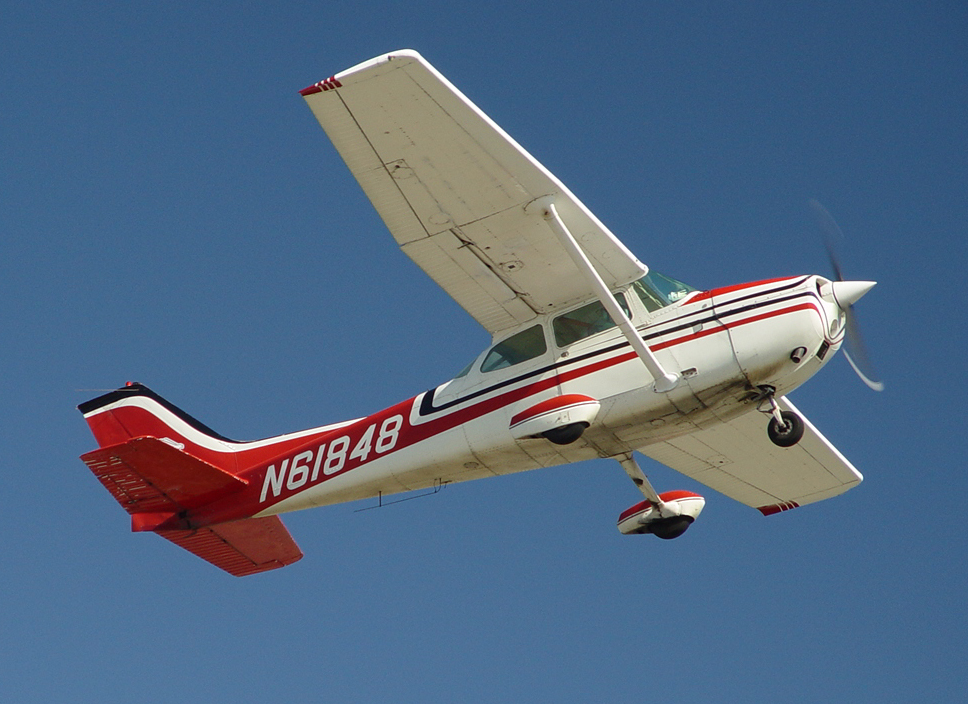
Varios aviones ligeros, por ejemplo, Cessna 172
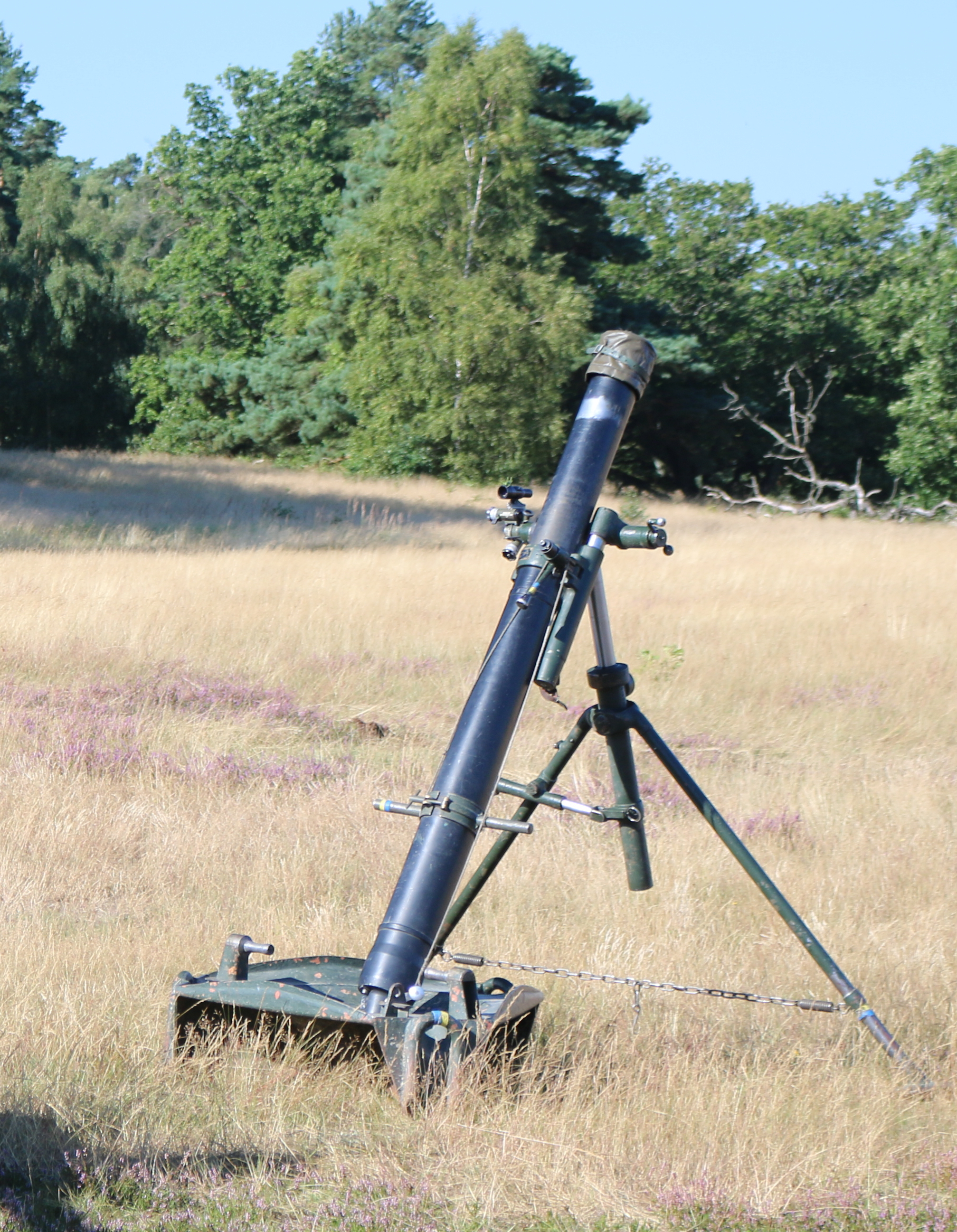
Granatkastare m / 41

 Los perros también se utilizan como sistemas de sensores, generalmente dos por cada pelotón. Los animales son emitidos y entrenados por una de las organizaciones nacionales de defensa auxiliar. 
Las unidades de respuesta rápida hasta ahora han sido equipadas con vehículos de campo Volvo C303 y transportadores de orugas Bandvagn 206. Actualmente, se está introduciendo un Mercedes Sprint 316 modificado (Personbil 8) para reemplazar los vehículos con ruedas anteriores. 

## Bandas de la Guardia Nacional

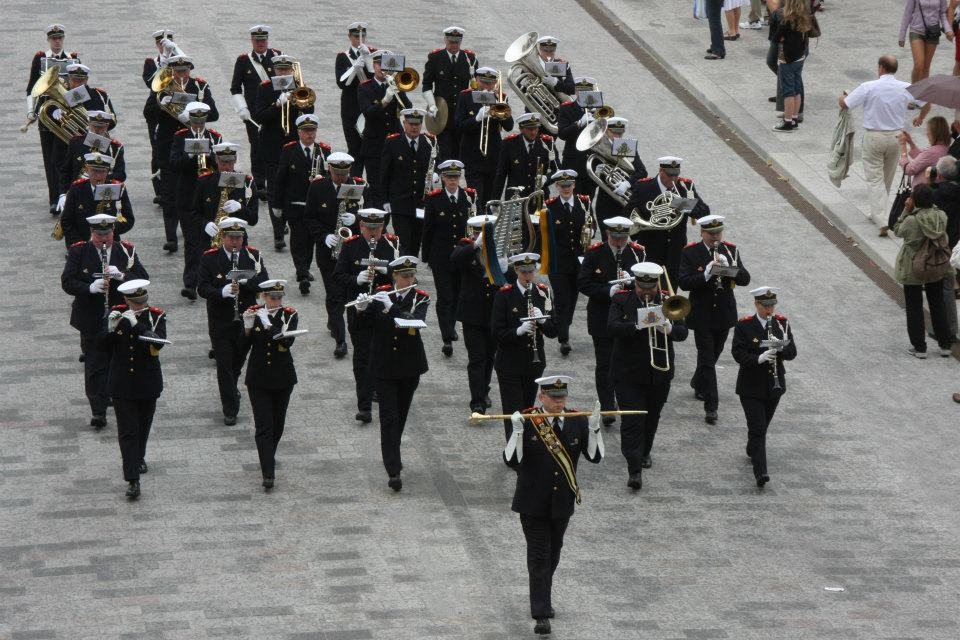
Banda de la Guardia Nacional de Suecia de Upsala en un desfile por el Palacio Real de Estocolmo.

Las tradiciones militares están fuertemente conectadas con bandas y marchas militares, etc. Las bandas, con diversos músicos militares, cumplen la tarea de reemplazar a las bandas militares profesionales. En toda Suecia, hay alrededor de 32 bandas de la Guardia Nacional que suman más de 1 500 miembros, como la Banda de Södertörn de la Guardia Nacional. 17 bandas están calificadas para actuar en ceremonias estatales, visitas reales y festividades. Además de las bandas, Bandas de cornetas de la Guardia Nacional también están en servicio dentro de sus respectivas áreas, realizando tareas que antes realizaban los cuerpos de tambores y cornetas de las Fuerzas Armadas. 

## Cadete de la Guardia Nacional
El Cadete de la Guardia Nacional (hemvärnsungdomar) es una sección juvenil compuesta por niñas y niños de 15 a 20 años, reclutados típicamente entre los 15 y 16 años. Los Cadetes reciben entrenamiento militar que incluye construcción de bases, primeros auxilios L-ABCDE, RCP, comunicaciones, entrenamiento físico, orientación, estudios de defensa, entrenamiento básico en armas de fuego (con rifle largo de .22 hasta los 16 años y AK4 B con punto rojo desde los 17 años) y desde los 17 años en adelante también patrullaje y entrenamiento de liderazgo (grupo y pelotón). A los 18 años, un cadete puede recibir entrenamiento de batalla. A pesar de esto, oficialmente no se les llama soldados. 
Aunque no existe un sistema de clasificación para los cadetes, la capacitación consta de 4 bloques de 1 año de duración denominados Curso básico, Curso de continuación, Curso de liderazgo Nivel 1 y Curso de liderazgo Nivel 2 (Grundkurs, GK; Fortsättningskurs, FK; Ledarskapskurs 1, LK1; y Ledarskapskurs 2, LK2. LK1 y LK2 a veces se denominan Curso práctico, CP e Instruktörskurs, IK, que significa Curso práctico y Curso de instructor). Después de 4 años como cadete, el joven de 19 a 20 años recibió entrenamiento militar equivalente a 85 días de entrenamiento militar básico, más entrenamiento básico de comandante. 
Por lo general, los Cadetes entrenan un día o una tarde cada dos semanas, con 10-12 fines de semana al año en el campo. El Cadete de la Guardia Nacional es la "unidad" que pasa más tiempo en el campo en toda la Guardia Nacional. Durante el entrenamiento, usan el mismo tipo de uniforme y equipo que las fuerzas regulares, aunque puede variar entre las secciones según el presupuesto y los recursos locales. A partir de 2008, un Cadete de al menos 18 años de edad que haya completado al menos los 3 primeros bloques de entrenamiento puede tomar un curso para repetir y mejorar las habilidades aprendidas para servir en la Guardia Nacional regular a los 20 años. Esto es muy valioso para muchos de ellos, ya que muchos de ellos no serán necesarios en el Ejército, la Armada o la Fuerza Aérea, pero aún están ansiosos por hacer el servicio militar. 

## Organizaciones asociadas

Escudo de armas del Cuerpo de Vuelo Voluntario.

La Guardia Nacional también incluye personal de ocho organizaciones voluntarias, las llamadas organizaciones contractuales: 
- Frivilliga Flygkåren (FFK) - Cuerpo de Vuelo Voluntario - reconocimiento y transporte
- Flygvapenfrivilligas Riksförbund - Asociación de Voluntarios de la Fuerza Aérea - apoyo a la Fuerza Aérea Sueca
- Svenska Fallskärmsförbundet (SFF) - Asociación Sueca de Paracaidistas
- Frivilliga Motorcykelkåren (FMCK) - Cuerpo Voluntario de Motocicletas - despachadores y reconocimiento
- Frivilliga radioorganisationen (FRO) - Organización Voluntaria de Radio - Conexión de radio y teléfono
- Svenska Brukshundsklubben (SBK) - Asociación Sueca de Perros de Trabajo - perros de servicio y rastreo, búsqueda
- Sveriges Bilkårers Riksförbund (SBR) - Asociación de Conductores de Suecia - Transporte y conductores
- Riksförbundet Sveriges lottakårer (SLK) - Asociación Nacional de Cuerpos Lotta de Suecia (SLK) - procedimientos de ropa y personal
- Sjövärnskåren (SVK) - Escuadrón de barcos - Transporte acuático y defensa del archipiélago
- Civilförsvarsförbundet - Liga de Defensa Civil - Educar a las personas sobre cómo manejar diversas situaciones de crisis
- Försvarsutbildarna (FBU) - Educadores de defensa - profesionales de la salud y personal NRBQ
- Svenska Pistolskytteförbundet (SPSF) - Federación Sueca de Tiro con Pistola
- Svenska Skyttesportförbundet (SvSF) - Federación Sueca de Deportes de Tiro

## Heráldica y tradiciones

### Colores y estandartes
El primer color de la Guardia Nacional está dibujado por Ingrid Lamby y fabricado con la técnica de aplicación por la fábrica de Engelbrektsson Flag. El color fue presentado por Su Majestad el Rey Carl XVI Gustaf en 1995. Blasón: "Sobre tela azul en el centro, la insignia de la Guardia Nacional de la Nación; la letra H debajo de tres coronas abiertas coloca dos y una, todas en amarillo". El segundo color de la Guardia Nacional es una bandera sueca de doble cola de golondrina. 

### Escudo de armas
El escudo de armas de la Guardia Nacional desde 1940. Blasón: "Azure, la letra H debajo de tres coronas abiertas o, colocadas dos y una, todas o".

### Medallas
En 1947, se estableció la Hemvärnets förtjänstmedalj ("Medalla al Mérito de la Guardia Nacional") en oro (HvGM) del 8.ª talla. Fue revisado en 1951 y en 1974. La cinta de la medalla es de muaré azul con cinco franjas amarillas divididas uniformemente.
En 1951, se estableció la Hemvärnets silvermedalj ("Medalla de Plata de la Guardia Nacional") (HvSM) de 8.ª talla. El reverso varía en las diferentes áreas de defensa o guardias de producción. La cinta de la medalla es de muaré azul con una franja amarilla en cada lado y dos franjas amarillas en el medio.
En 1996, se estableció el Hemvärnets Petrimedalj ("La Medalla Petri de la Guardia Nacional") en plata y bronce (HvPetriSM/BM) de 8.ª talla. Fue revisado en 2001. La cinta de la medalla es de muaré verde con amplios bordes azules y con una línea amarilla en el medio de los campos azules. La cinta está unida a un poste estrecho llevado por dos adornos inclinados de hojas.

### Otro
El 4 de noviembre de 1946, se adoptó la marcha "Hemvärnets marsch" (Damberg), en relación con un concurso de premios.

## Jefes de la Guardia Nacional
El Jefe de la Guardia Nacional es el comandante de la Guardia Nacional:

### Hemvärnschefer
- 1 de julio de 1940 - 31 de marzo de 1952; Gustaf Petri
- 1 de abril de 1947 - 30 de junio de 1948; Sven-Erik Allstrin

### Rikshemvärnschefer
- 1 de julio de 1948 - 31 de marzo de 1952; Sven-Erik Allstrin
- 1 de abril de 1952 - 30 de septiembre de 1955; Gunnar Brinck
- 1 de octubre de 1955 - 30 de septiembre de 1968; Per Kellin
- 1 de octubre de 1968 - 30 de septiembre de 1971; Karl Gustaf Brandberg
- 10 de octubre de 1971 - 31 de diciembre de 1980; Fredrik Löwenhielm
- 1 de enero de 1981 -  30 de septiembre de 1983; Karl Eric Holm
- 1 de octubre de 1983 - 1 de marzo de 1988; Robert Lugn
- 1 de abril de 1988 - 30 de septiembre de 1988; Lars-Eric Wahlgren**
- 1 de octubre de 1988 - 31 de marzo de 1994; Reinhold Lahti
- 31 de abril de 1994 - 30 de septiembre de 1997; Jan-Olof Borgén
- 1 de octubre de 1997 - 30 de junio de 2000; Alf Sandqvist
- 1 de julio de 2000 - 30 de septiembre de 2002; Mats Welff
- 1 de octubre de 2002 - 30 de junio de 2005; Anders Lindström
- 1 de julio de 2005 - 30 de agosto de 2018; Roland Ekenberg*
- 1 de septiembre de 2018 - presente; Stefan Sandborg[14]

**: Titular más corto, 5 meses
*: Titular más largo, 13 años

## Nombres, designaciones y ubicaciones
| Nombre                  | Traducción       | Desde              |   | A |
| ----------------------- | ---------------- | ------------------ | - | - |
| Hemvärnet               | Guardia Nacional | 29 de mayo de 1940 | - |   |
| Designación             |                  | Desde              |   | A |
| Hv                      |                  | 29 de mayo de 1940 | - |   |
| Ubicación               |                  | Desde              |   | A |
| Guarnición de Estocolmo |                  | 29 de mayo de 1940 | - |   |